# Inferno - Canto trentesimo

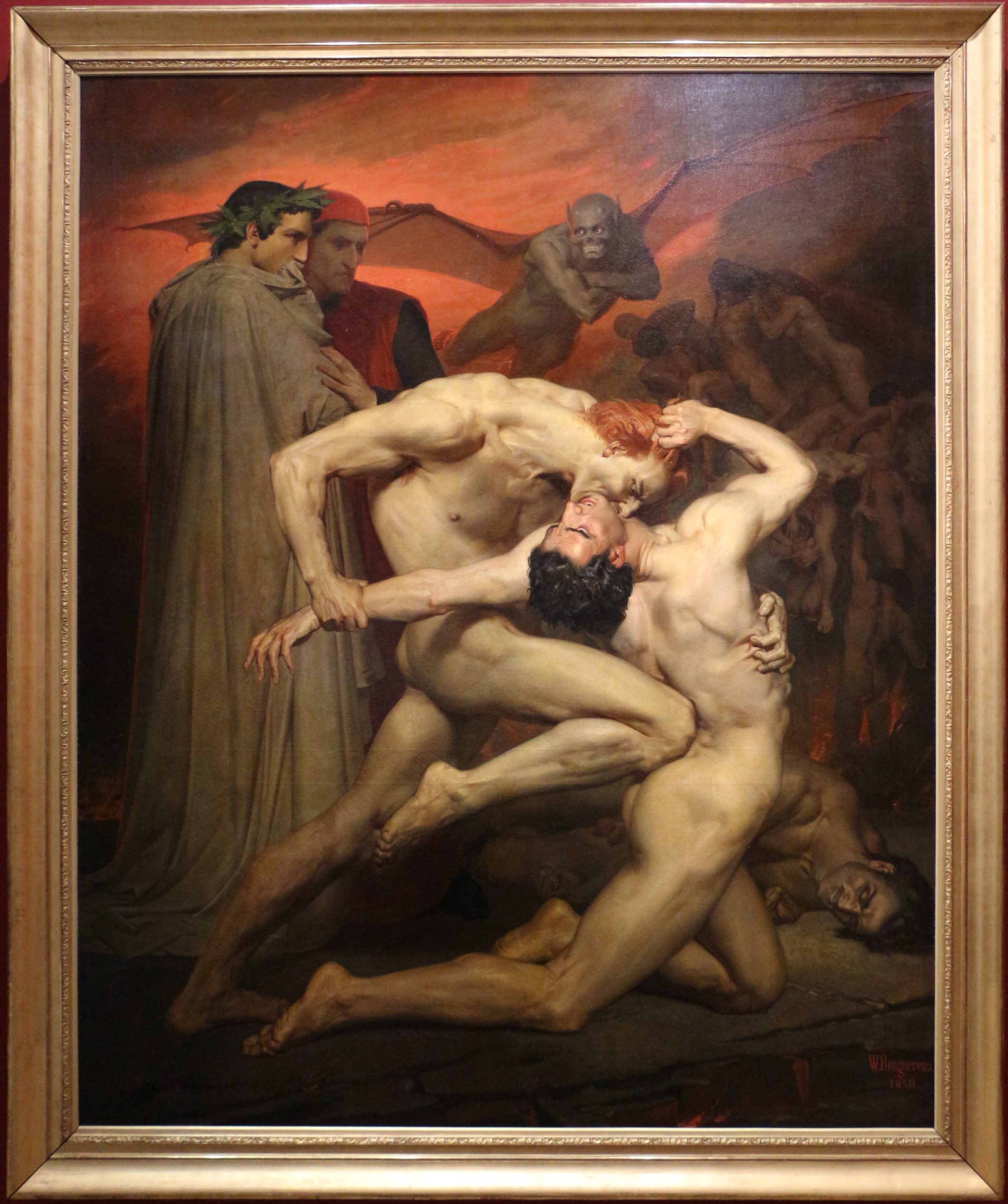
William-Adolphe Bouguereau, Dante e Virgilio, Decima bolgia dei falsari

Il canto trentesimo dell'Inferno di Dante Alighieri si svolge nella decima bolgia dell'ottavo cerchio, dove sono puniti i falsari; la vicenda si svolge nel pomeriggio del 9 aprile 1300 (Sabato Santo), o secondo altri commentatori del 26 marzo 1300.

## Incipit
(Anonimo commentatore dantesco del XIV secolo)

## Analisi del canto

### I falsari di persona: Gianni Schicchi, Mirra - versi 1-45
Rispetto alla fine del Canto precedente, così comicamente popolana (quasi da pettegolezzo, con la critica della brigata spendereccia senese), l'inizio del Canto trentesimo è completamente diverso e senza un netto distacco. Proiettati in una lontananza mitica e prodigiosa (dall'espressione "Nel tempo che...") vengono introdotti due miti come termine di paragone per la pazzia, mescolando elementi solenni e patetici del mito scelti arbitrariamente da Dante. Il primo è preso dalle Metamorfosi di Ovidio e riguarda la rabbia di Giunone contro Semele (incinta per Giove del piccolo Bacco) e contro il sangue tebano: la dea furiosa fece impazzire il re Atamante che scambiò la moglie con i due bambini per una leonessa con due leoncini e uccise lui stesso (con dispietati artigli) il figlio Learco, mentre sua moglie si gettò da una rupe in mare annegando con l'altro figlio.
La seconda similitudine è presa dal ciclo troiano e racconta come quando la superbia dei suoi abitanti era stata rovesciata dalla fortuna (dopo cioè la sconfitta della Guerra di Troia), Ecuba, triste, misera e imprigionata, vide sua figlia Polissena morta in un sacrificio sulla tomba di Achille e poi scoprì la tomba di suo figlio Polidoro su una spiaggia, e allora emise forsennati lamenti sì come cane. In entrambi i miti sono messi in evidenza elementi animaleschi (gli artigli, i latrati).
Questi servono per introdurre, di nuovo con una similitudine ipotetica (se si potessero sommare... allora non basterebbe a raffigurare..., già incontrata a proposito della prima descrizione di questa bolgia e di quella precedente), come non si erano mai viste persone tanto feroci di pazzia (né contro bestie, né contro uomini) come due ombre smorte e nude che correvano mordendo chiunque, come il porco che corre fuori quando si apre il porcile.

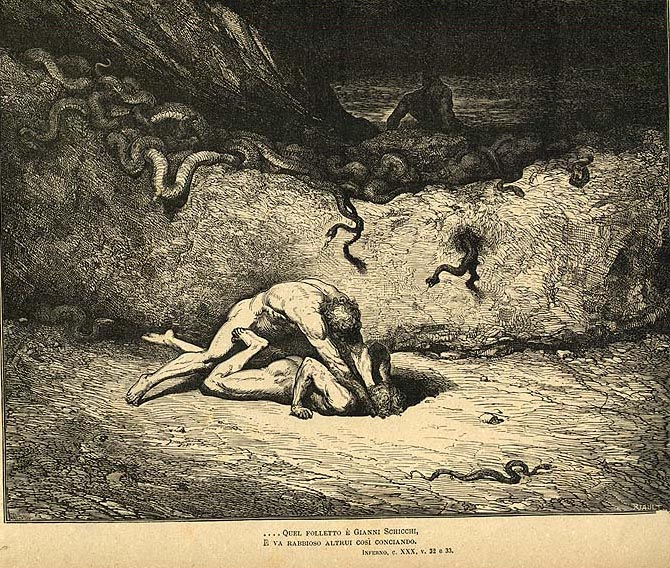
Gianni Schicchi, illustrazione di Gustave Doré

Una di queste arriva da Capocchio, che ha appena finito di parlare con Dante, e lo azzanna sulla gola, tirandolo così che il suo ventre si gratta sul suolo (richiamo alla pena dei falsatori di materia, ma con un tono grossolano e volgare tipico dello stile comico-realistico di buona parte del linguaggio usato in questa bolgia). Il compagno di Capocchio invece, l'aretino Griffolino dice a Dante come questo demonio (folletto nell'accezione medievale originaria) fosse Gianni Schicchi che va rabbioso altrui così conciando. Allora Dante si affretta a chiedere anche chi sia l'altro, prima che lo morda a sua volta, e il dannato risponde che si tratta di Mirra scellerata, che si congiunse al padre falsificando le sue sembianze, così come Gianni Schicchi si travestì da Buoso Donati il Vecchio dettando testamento validato da notaio.
Questa incursione frenetica è un flash che spezza la narrazione, un po' come nel cerchio dei suicidi (XIII) dove irrompevano gli scialacquatori inseguiti da cagne nere, solo che qui sono gli stessi dannati dei falsari di persona a martoriare attivamente gli altri. L'aneddoto di Gianni Schicchi venne ripreso con tutt'altri toni da Giacomo Puccini nell'opera omonima.

### I falsari di moneta: maestro Adamo - vv. 46-90

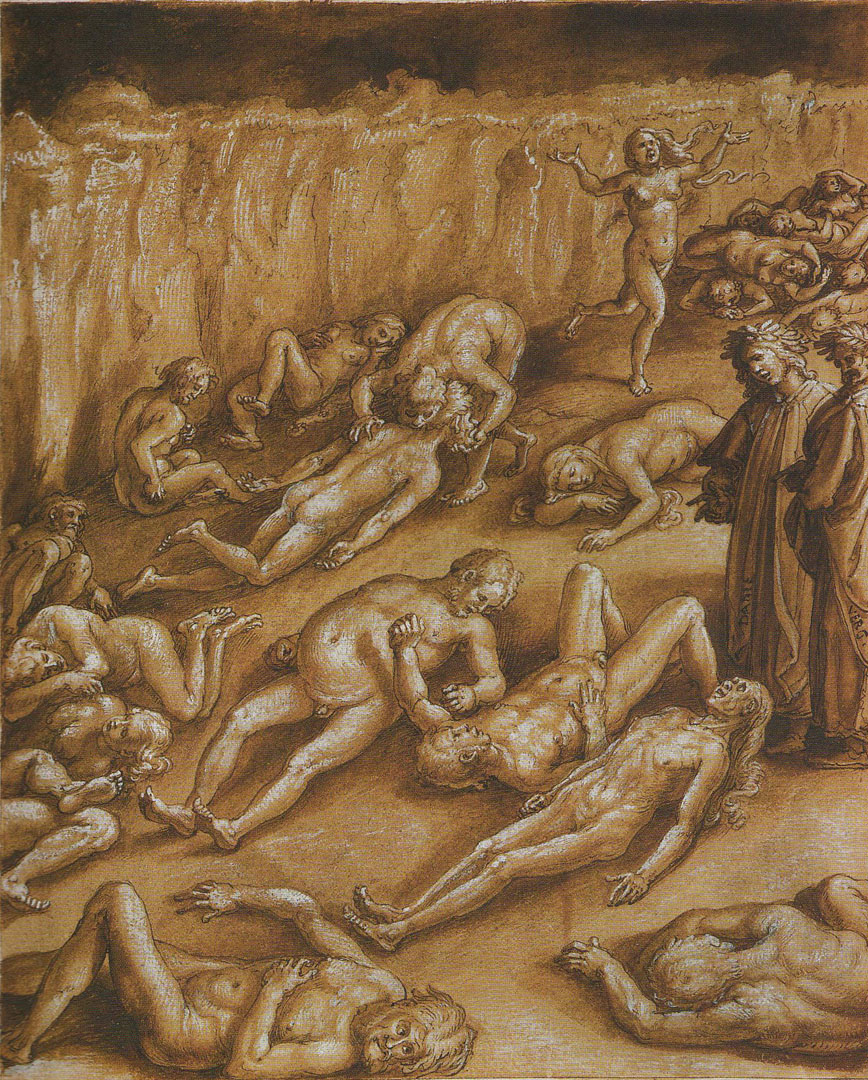
Canto 30, Giovanni Stradano, 1587

Dante guarda allora ad altri mal nati e ne nota uno che gli ricorda un liuto (strumento a corde allora piuttosto raro quanto lo è oggi, che fu popolare nel XV secolo) con le gambe, perché l'idropisia che lo affligge gli modifica la pancia, che è ingigantita, mentre il viso è magro e smunto e le labbra sono aperte grottescamente come fa il tisico (l'etico), che le tiene arricciate per la sete una in su e una in giù (da notare il linguaggio tecnico di Dante, che era stato iscritto all'Arte dei Medici e Speziali a Firenze).
L'episodio che segue, che ha per protagonista Maestro Adamo, come egli stesso si presenterà al verso 61, è tra i brani più eterogenei per stile e emozioni di tutto l'Inferno di Dante. Prima grottesco, nella descrizione del suo stato fisico, poi si nota il suo dolore attraverso la descrizione delle labbra. Egli si rivolge ai due pellegrini con sofferenza citando un passo biblico ("guardate e attendete" [se esiste un dolore come il mio], Libro delle Lamentazioni I, 12), indice di tristezza e sofferenza priva di qualsiasi volgarità; poi il suo diventa nostalgico, perché se in vita ebbe tutto ora non può ottenere nemmeno un goccio d'acqua, invocazione seguita da una malinconica rievocazione del Casentino e dei suoi ruscelletti freschi e morbidi. La rievocazione del luogo dove visse (presso il castello di Romena) subito riporta alla mente il suo peccato, quello di falsario di fiorini ai quali toglieva tre dei ventiquattro carati d'oro sostituendoli con mondigia cioè immondizia, metalli non nobili. Anche la rievocazione del suo corpo "arso" è malinconica, ma subito il sentimento si tramuta in odio verso coloro che lo indussero a peccare, i fratelli dei conti Guidi di Romena, Guido, Alessandro e Aghinolfo, verso i quali Mastro Adamo non sa cosa darebbe per vederli all'Inferno, dovesse anche rinunciare a placare la sua sete. Con tono patetico dice che se potesse muoversi anche di un'oncia (pochi centimetri) ogni cento anni per raggiungerli lo avrebbe già fatto, ma è inchiodato al suolo.
Nel suo discorso dice anche che la bolgia è lunga undici miglia fiorentine e che è larga non meno di mezzo: assieme alla notazione della bolgia precedente come lunga 22 alcuni hanno cercato di risalire alle dimensioni dell'Inferno immaginato da Dante, ma i risultati erano così enormemente assurdi (più di quel che Dante indica come raggio della Terra nel Convivio, che per attraversarlo nei tempi indicati qua e là nella narrazione egli si sarebbe dovuto spostare a circa 450 km/h) che oggi si preferisce pensare a numeri prettamente simbolici o necessari a dare un senso di realtà al viaggio immaginario senza essere però ineccepibilmente calcolabili. Galileo ne concluse che l'Inferno è sempre insondabile, "nelle sue tenebre offuscato".

### I falsari di parola: la moglie di Putifarre e Sinone - vv. 91-99
A questo punto Dante chiede chi siano i due dannati che si appoggiano su Mastro Adamo alla destra. Egli risponde che erano qui da prima che lui piovesse in questa bolgia, che non si sono mossi da allora e che forse non si muoveranno più; una è colei che accusò Giuseppe (la moglie di Putifarre, personaggio biblico), mentre l'altro è Sinone, il greco che imbrogliò i Troiani per far loro accettare il Cavallo di Troia. Essi sono due bugiardi, due falsari di parola e stupisce la commistione di questo canto, dove un personaggio contemporaneo, uno biblico e uno mitologico-letterario sono affiancati e due di essi (Sinone e Mastro Adamo) interagiranno tra di loro di lì a poco.
La pena di questi due bugiardi è il subire fortissime febbri, che gli fanno fumare il vapore attorno come man bagnate d'inverno. Neanche in questo caso è stato possibile chiarire esattamente il contrappasso: una possibilità è che abbiano detto falsità, così come chi ha la febbre alta può delirare. Mastro Adamo dice la febbre fa emettere loro tanto "leppo" cioè puzza nello specifico di unto bruciato.

### La rissa tra Mastro Adamo e Sinone - vv. 100-148

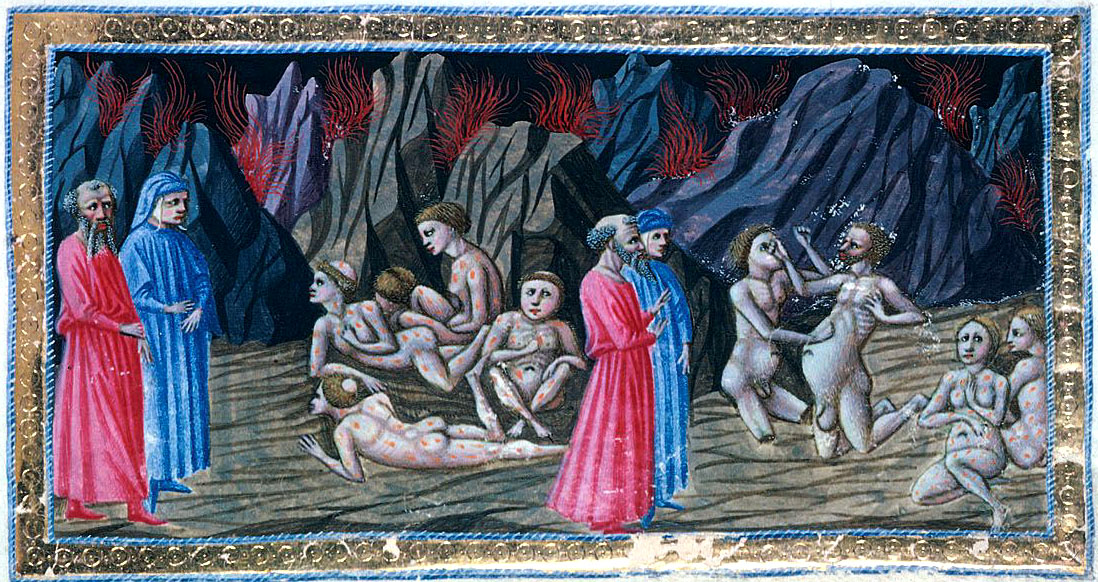
Canto XXX, Priamo della Quercia

A questo punto, tra i punti alti e bassi nella narrazione di questo canto, si raggiunge il livello più basso: Sinone non ha gradito come è stato presentato, e con un pugno colpisce la pancia di Adamo (l'"epa croia", cioè gonfia e tesa) che suona come un tamburo. Per tutta risposta Adamo, rallegrandosi sarcasticamente del poter almeno muovere ancora le braccia, risponde a Sinone con un ceffone, scatenando una rissa.
Lo scontro si gioca sul campo verbale delle offese, in un botta e risposta di offese e ingiurie che assomiglia a quelle tenzoni poetiche in rima, dallo stile comico e popolaresco, che in gioventù anche Dante tenne con Forese Donati e con altri poeti toscani.
Dopo l'accenno alle braccia di Adamo, inizia il botta e risposta, con Sinone che dice che esse (le braccia) erano ben ferme quando andava al patibolo per essere arso, ma molto erano invece scaltre quando coniava soldi falsi; Adamo-idropico risponde che ciò è vero, ma non altrettanto verace Sinone fu quando gli fu domandato il vero a Troia; e l'altro ribatte che se lui disse falso, Adamo falsò il conio e che sarà all'Inferno per qualche altro demonio (o sta dicendo che lui, Sinone, è all'Inferno per un solo errore, e Adamo per moltissimi, "più ch'alcun altro dimonio"?); al che il falsario ribatte sul cavallo di Troia, dicendo di ricordarselo bene, perché l'uomo ha giurato il falso (i peccati non si contano bensì si pesano) e perché tutto il mondo sa della sua colpa; e il greco gli manda un accidente dicendo che gli sia rea tutta la sete che lo tormenta, con la sua lingua e la sua pancia piena d'acqua marcia; di nuovo Adamo gli rinfaccia allora l'arsura e il mal di testa tipici della febbre, e che anche lui darebbe qualsiasi cosa per leccare l'acqua (lo specchio di Narcisso)...
La scelta di stessi verbi, il martellare del "tu", "tua", ecc., la schiettezza delle accuse, la scelta di rime difficili e dai suoni duri con consonanti doppie, sono tutte scelte stilistiche dello stile comico, al quale Dante dà tutto sommato un'alta dimostrazione in questo battibecco.
Nel frattempo il poeta-personaggio è calamitato dal guardare questa rissa con curioso interesse, al che Virgilio lo riprende in piuttosto malo modo "Or pur mira, / che per poco che teco non mi risso!", cioè ci manca poco che adesso non faccia pure io la rissa con te (sembra un rimprovero paterno verso un figlio o un discepolo, che viene minacciato magari con uno scapaccione).
La vergogna di Dante per il rimprovero è fortissima, tanto da restare ammutolito senza riuscire a scusarsi, e gli sembra come uno di quei sogni dai quali si spera di destarsi; ma in breve Virgilio lo rassicura, dicendo che provare meno vergogna basterebbe già a lavare un difetto maggiore, per cui si anche può sollevare dalla tristezza. Virgilio poi conclude pedagogicamente, indicando come sia bassa voglia voler udire tali risse, e che quindi se per caso dovesse ricapitare a lui di essere davanti a tali manifestazioni, di evitare di assistervi.
Alcuni hanno voluto leggere in questo brano una ricusazione dello stile poetico comico, ma ciò non sembra corretto (perché allora Dante metterebbe poco prima il lungo esempio di tale stile?), almeno non in maniera assoluta: è da sconfessare magari la poesia quale puro piacere del divertimento e della risata (come avverrà con la rinuncia alla vita plebea nell'episodio di Forese Donati in Purgatorio XXIII e XXIV), rifugiandosi invece nella guida della Ragione, come Virgilio stesso, che la simboleggia, si offre essergli sempre vicino quando una tale tentazione lo assalga di nuovo (è uno dei casi più chiari nella Commedia dove un personaggio, in questo caso Virgilio, palesi il suo ruolo allegorico, cioè della Ragione).